# Edward Albert
Edward Albert, nato Edward Laurence Heimberger (Los Angeles, 20 febbraio 1951 – Malibù, 22 settembre 2006), è stato un attore statunitense.

## Biografia
Figlio dell'attore americano Eddie Albert e dell'attrice messicana Margo, è conosciuto per la sua interpretazione nel film Le farfalle sono libere (1972), che gli fruttò la candidatura al Golden Globe del 1973. Partecipò inoltre al film La signora a 40 carati (1973) con Liv Ullmann e Gene Kelly. Si prese cura del padre, sofferente del morbo di Alzheimer, fino alla morte di quest'ultimo avvenuta nel 2005. Morì nel 2006 a 55 anni, causa di un cancro ai polmoni, diagnosticato all'inizio del 2005.

## Filmografia parziale

### Cinema
- The Fool Killer, regia di Servando González (1965)
- Le farfalle sono libere (Butterflies Are Free), regia di Milton Katselas (1972)
- La signora a 40 carati (40 Carats), regia di Milton Katselas (1973)
- Controrapina (The Rip Off), regia di Antonio Margheriti (1975)
- La battaglia di Midway (Midway), regia di Jack Smight (1976)
- Il principio del domino: la vita in gioco (The Domino Principle), regia di Stanley Kramer (1977)
- Un taxi color malva (Un taxi mauve), regia di Yves Boisset (1977)
- Il magnate greco (The Greek Tycoon), regia di J. Lee Thompson (1978)
- Ormai non c'è più scampo (When Time Ran Out), regia di James Goldstone (1980)
- Il pianeta del terrore (Galaxy of Terror), regia di Bruce D. Clark (1981)
- Butterfly - Il sapore del peccato (Butterfly), regia di Matt Cimber (1982)
- Tempo di morire (A Time to Die), regia di Matt Cimber, Joe Tornatore (1982)
- Il grande trasporto (Veliki transport), regia di Veljko Bulajić (1983)
- Gioco mortale (Terminal Entry), regia di John Kincade (1987)
- Il salvataggio (The Rescue), regia di Ferdinand Fairfax (1988)
- Shootfighter - Scontro mortale (Shootfighter: Fight to the Death), regia di Patrick Allen (1993)
- Cara, insopportabile Tess (Guarding Tess), regia di Hugh Wilson (1994)
- Sole rosso sangue (Red Sun Rising), regia di Francis Megahy (1994)
- Sorceress, regia di Jim Wynorski (1995)
- Fuoco sulla città (Ablaze), regia di Jim Wynorski (2001)
- Extreme Honor, regia di Steven Rush (2001)
- Mimic 2, regia di Jean de Segonzac (2001)

### Televisione
- I misteri di Orson Welles (Orson Welles' Great Mysteries) – serie TV, 1 episodio (1973)
- Ellery Queen – serie TV, episodio 1x20 (1976)
- Alle origini della mafia - miniserie, 1 episodio (1976)
- Love Boat (The Love Boat) – serie TV, episodio 2x11 (1978)
- L'ultima cabriolet (The Last Convertible) – miniserie TV, 3 episodi (1979)
- Yellow Rose – serie TV, 22 episodi (1983-1984)
- La signora in giallo (Murder, She Wrote) – serie TV, episodio 1x06 (1984)
- Falcon Crest – serie TV, 18 episodi (1986-1987)
- La signora del West (Dr. Quinn, Medicine Woman) – serie TV, 2 episodi (1993)
- Walker Texas Ranger – serie TV, episodio 5x10 (1996)

## Doppiatori italiani
Nelle versioni in italiano delle opere in cui ha recitato, Edward Albert è stato doppiato da:
- Gino La Monica in Le farfalle sono libere, La signora a 40 carati, Yellow Rose, Profiler - Intuizioni mortali
- Claudio Capone in La battaglia di Midway, Alle origini della mafia, Ormai non c'è più scampo
- Roberto Chevalier in Il magnate greco, Cara, insopportabile Tess
- Pino Locchi ne Il principio del domino: la vita in gioco
- Sandro Acerbo in Ellery Queen
- Massimo Turci in Un taxi color malva
- Giorgio Favretto in Love Boat
- Luca Ward in La signora in giallo
- Saverio Moriones in Walker Texas Ranger
- Fabrizio Temperini in Resurrection Blvd.